# North America 4
North America 4 (IRB North America 4) – stworzony przez IRB turniej rugby union rozgrywany corocznie w latach 2006–2008 dla regionalnych zespołów z Kanady i Stanów Zjednoczonych mający na celu zwiększenie rywalizacji dla zawodników z obu tych krajów. Wszystkie trzy edycje wygrała drużyna Canada West.

## Historia
W turnieju brały udział cztery zespoły – po dwa z USA i Kanady – stworzone dzięki współpracy IRB, USA Rugby i Rugby Canada. Finansowany był przez IRB jako część trzyletniego globalnego planu inwestycyjnego, którego celem było zwiększenie liczby rozgrywek na poziomie reprezentacyjnym i wystawienie większej liczby zawodników na wymogi międzynarodowych zawodów. Miał stać się zatem miejscem do identyfikowania i rozwoju potencjalnych reprezentantów Kanady i USA.
W 2009 roku zawody zostały zastąpione przez Americas Rugby Championship.

## System rozgrywek
Cztery uczestniczące w turnieju zespoły – Canada West, Canada East, USA Falcons i USA Hawks – w pierwszych dwóch edycjach rywalizowały ze sobą systemem kołowym, po czym dwie czołowe spotykały się w meczu finałowym, pozostałe zaś rywalizowały o miejsce trzecie. W ostatnich zawodach faza grupowa była zaś walką o rozstawienie przed półfinałami.
Zwycięzca meczu zyskiwał cztery punkty, za remis przysługiwały dwa punkty, porażka nie była punktowana, a zdobycie przynajmniej czterech przyłożeń lub przegrana nie więcej niż siedmioma punktami premiowana była natomiast punktem bonusowym.

## Wyniki
| Rok  |             | Mecz finałowy | Mecz finałowy | Mecz finałowy          |         | Mecz o 3. miejsce | Mecz o 3. miejsce | Mecz o 3. miejsce |
| Rok  | Zwycięzca   | Wynik         | 2. miejsce    | 3. miejsce             | Wynik   | 4. miejsce        |                   |                   |
| 2006 | Canada West | 31 - 20       | USA Falcons   | Canada East            | 34 - 18 | USA Hawks         |                   |                   |
| 2007 | Canada West | 43 - 11       | USA Falcons   | USA Hawks              | 34 - 29 | Canada East       |                   |                   |
| 2008 | Canada West | 16 - 11       | USA Falcons   | USA Hawks, Canada East | 17 - 17 | –                 |                   |                   |